# NGC 5818
NGC 5818 é uma galáxia lenticular (S0) localizada na direcção da constelação de Boötes. Possui uma declinação de +49° 49' 19" e uma ascensão recta de 14 horas, 58 minutos e 58,3 segundos.
A galáxia NGC 5818 foi descoberta em 23 de Abril de 1887 por Lewis A. Swift.